# 대학 괴짜들
"대학 괴짜들"(College Screwballs)은 한국에서 제작된 김응천 감독의 1984년 영화이다. 배철수 등이 주연으로 출연하였고 김인동 등이 제작에 참여하였다.

## 출연

### 주연
- 배철수
- 이승현
- 김형용
- 이미영

### 조연
- 김기종
- 최성관
- 양형호
- 홍충길
- 박재호
- 황명하
- 전숙
- 강희주

## 기타
- 제작부장: 박계봉
- 촬영부: 유용옥
- 촬영부: 박종래
- 조명: 최입춘
- 조명부: 김대행
- 조명부: 김경배
- 조명부: 권중택
- 스틸: 정기성
- 조감독: 임경민
- 조감독: 차성민
- 조감독: 전영택
- 녹음: 김병수
- 주제가: 배철수
- 주제가: 김형용
- 주제가: 한마음
- 소품: 차순하
- 현상: 세방현상소
- 효과: 김경일